# Ophir Cavus
L'Ophir Cavus è una formazione geologica della superficie di Marte.